# Sîdorovîci, Ivankiv
Sîdorovîci (în ucraineană Сидоровичі) este localitatea de reședință a comunei Sîdorovîci din raionul Ivankiv, regiunea Kiev, Ucraina.

## Demografie
Componența lingvistică a localității Sîdorovîci
     Ucraineană (88,44%)
     Maghiară (8,44%)
     Rusă (3,13%)
Conform recensământului din 2001, majoritatea populației localității Sîdorovîci era vorbitoare de ucraineană (88,44%), existând în minoritate și vorbitori de maghiară (8,44%) și rusă (3,13%).